# Gens Accia
La gens Accia (en llatí Accia gens) va ser una gens de la República Romana tardana. La gens és coneguda sobretot per dos individus, Luci Acci, un llibert i poeta dramàtic del segle ii aC, i Tit Acci, un equites que l'any 66 aC va emprendre l'acusació d'Aule Cluenci Habit, defensat per Ciceró en el discurs Pro Cluentio.
Tots dos procedien de la ciutat de Pisaure, actualment Pesaro a l'Úmbria, el que suggereix que la gens era d'origen umbre. No se sap si Tit Acci era un descendent del poeta, o havia pres el nom de la família que l'he havia donat la llibertat.
Altres representants d'aquesta gens d'època imperial van ser: 
- Julià Acci, cònsol suffectus any incert.[3]
- Luci Acci Juliano Asclepiano, vir clarissimus i cònsol suffectus en any incert.[4]